# Dietrich Eckart
Johann Dietrich Eckart (Neumarkt, 23 de marzo de 1868-Berchtesgaden, 23 de diciembre de 1923) fue un político e ideólogo alemán, célebre por su participación en los inicios del Partido Nacionalsocialista Alemán de los Trabajadores (NSDAP).

## Biografía

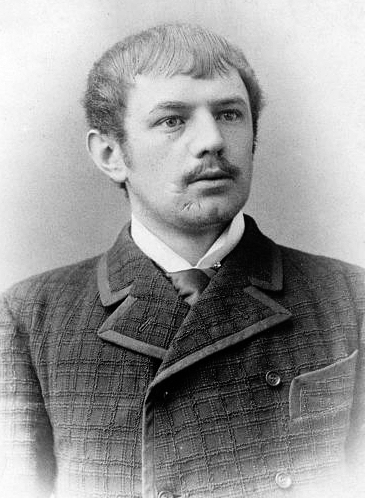
Dietrich Eckart c. 1890.

Su padre fue el protestante Christan Eckart, un notario de la Casa Real y un miembro del Consejo del Poder Judicial. Su madre, María Anna Theresia, era una devota católica.
Dietrich nació en 1868 en la pensión Gasthof zum Hetchen de Neumarkt in der Oberpfalz. Tuvo como hermanos a María, Wilhem, Lina y una hermana que murió en la niñez. La familia tenía una casa de veraneo en Weinberg.
Cuando era niño, estaba frecuentemente enfermo. Su madre, María Anna, murió en 1878.
Dietrich estudió bachillerato en Schwabach entre 1880 y 1882. Tras esto, continuó sus estudios en Instituto Reitzermaierschen de Ratisbona.
Estudió Medicina en la Universidad de Erlangen-Núremberg. Mientras estaba en la universidad se inscribió en la sociedad estudiantil Corps Onoldia, a la que también había pertenecido su padre. Esta sociedad había sido fundada en 1798 y fue clausurada por los nazis en 1935, reconstituyéndose luego en 1947. Tenía una cláusula aria, importada de la Fraternidad Teutona de 1877, según la cual la membresía estaba prohibida a judíos y extranjeros. Los miembros llevaban una banda de tela roja y blanca y una gorra con una cinta dorada.
Dietrich era el bardo oficial de Corps Onoldia, escribiendo poesías que tenían mucho éxito entre los estudiantes, aunque su comportamiento inconformista hizo fue fuese expulsado un tiempo.
Pasaba mucho tiempo con sus compañeros en la cervecería Zum Goldenen Mond de Erlangen.
Por estas fechas enfermó de los nervios y empezó a medicarse con morfina. Tras superar la enfermedad, siguió dependiendo de la morfina. Entonces decidió ingresar voluntariamente en un psiquiátrico una temporada.
En 1891, recuperado de su adicción, empezó a frecuentar la casa paterna en Neumarkt in der Oberpfalz. Decidió abandonar sus estudios de medicina para ser escritor y periodista. Entre 1892 y 1893 escribió poemas sobre su patria, de amor y sobre su juventud, que luego reunió en un poemario llamado En el extranjero.
En 1892 comenzó en el periodismo con un artículo sobre un crimen cometido en Dietkirchen. Uno de sus poemas, El erudito errante, de 1893, pasó a convertirse en el himno de la cervecería Zum Goldenen Stern de Neumarkt, donde pasaba mucho tiempo.
En 1894 escribió las novelas cortas: Una pregunta al destino, sobre su estancia en Erlangen; Herr Doktor, sobre un viaje por la campiña con mucho humor; y Tannhäuser de vacaciones. Ese mismo año, visitó por primera vez el festival de música clásica de Bayreuth. Escribió una crónica musical sobre este para el periódico de Augsburgo Bayreuther Briefe, donde también publicaría crónicas en clave de humor con gran éxito. También escribió una crónica del festival de 1894 para el periódico Berliner Lokal-Anzeiger, donde además publicaría comentarios sociales y de actualidad.
En agosto de 1895 su padre murió y él heredó una gran cantidad de dinero, que gastó en poco tiempo. Estuvo viviendo un corto periodo en otra casa de Neumarkt, tras lo cual se trasladó a  Leipzig. En esta última ciudad convivió con artistas en una casa. Luego estuvo en Berlín. En el otoño de 1899 se trasladó de nuevo a Ratisbona.
Durante estos años escribió varias novelas cortas: El regreso de Waldmeister (1898), El arte del siglo XIX (1899), La tía Karline (1901), Kröfus (1901) y El pequeño Martin Bautz (1902). En 1899 escribió también Parsifal, ensayo literario. Una introducción a los dramas de Richard Wagner.
En 1901 estaba instalado en Berlín trabajando en el periódico Der Morgen escribiendo artículos de política, actualidad, economía, asuntos ideológicos y críticas teatrales y musicales.
En 1902 escribió su primera obra de teatro, Dr. Überlacker, que presenta a una burguesía intrigante e ignorante. Sin embargo, ningún teatro quiso representarla.
Durante sus trece años en Berlín escribió también los libros Ikarus, Bayreuther Festpielhumor, Harina de malta, El rey del periódico (que no se publicó íntegra) y Un sujeto sobre el que se especula.
Entre 1902 y 1903 colaboró con la revista quincenal Bühne und Brettl, asociada al movimiento literario Ueberbrettl de Ernst von Wolzogen. En este movimiento se escribían obras de teatro que combinaban la música y el drama y se burlaba de las normas y las personalidades contemporáneas. Un hermano del escritor Frank Wedekind introdujo a Eckart en el círculo de escritores Mesa Redonda del Porvenir, adscrito al movimiento Ueberbrettl.
En 1903 publicó su obra de teatro El pequeño Zacarías. Intentó estrenarla en Berlín sin éxito, ya que solo consiguió una representación en Luneburgo. En 1904 estrenó su obra de teatro El rey de las ranas, que fue pitada por el público. Tras este fracaso, se retiró a Neumarkt a casa de unos parientes una temporada y estuvo escribiendo poco cerca de un año.
En 1906 estrenó en Neumarkt, Múnich, Ratisbona y Hannover su obra de teatro Padre de familia. Unos críticos de teatro la consideraron buena y otros mala. Por estos tiempos logró estrenar en Leipzig y Berlín su obra El conde heredero. Otra obra de teatro suya de esta etapa berlinesa es El maestro Urian.
Durante su etapa en Berlín se alojó en una casa de alquiler, aunque también estuvo en la circunstancia de tener que dormir en casas de amigos, en la tienda de algún conocido o en un banco del parque Tiergarten.
En Berlín, acudió a actos de la Sociedad Teosófica y entró en contacto con los teósofos Rudolf Steiner, Franz Hartmann y Hugo Vollrath.
Jörg Lanz von Liebenfels, creador de la ariosofía, dijo que Eckart se carteó con él hacia 1905 y que este admiraba su labor.
En 1910 escribió Una persona cualquiera, obra que le reportó algunos beneficios con los que pudo subsistir.
Por estas fechas se hizo socio de un club aeronáutico, la Neuen Aeroplan Baugesellschaft, y se relacionó con los inventores Emil Gansser y Karl Guido Bomhard.
En Berlín también se acercó a un grupo völkisch llamado Deutschbund, del cual era miembro Theodor Fritsch.
Por entonces tuvo un romance con Eleonor Holthausen. Dietrich Eckart le pidió un préstamo de 1800 marcos a los padres de ella, que jamás devolvió. Dietrich le fue infiel a Eleonor y la relación terminó.
El verano de 1913 lo pasó en una casa de reposo de Bad Blankenburg y en un sanatorio del doctor Wiedeburg, recuperándose del estrés sufrido en Berlín.
En el sanatorio enamoró de una mujer llamada Rose Marx (de apellido de soltera Wiedeburg), que tenía tres hijas. Se casaron el 15 de septiembre de 1913 en Berlín. Pasaron la luna de miel en Múnich.
El filósofo judío Otto Weininger enseñó a Eckart el valor de la obra Peer Gynt, drama del escritor noruego Henrik Ibsen publicado por entonces en alemán, y le influyó en su pensamiento.
Eckart escribió una adaptación de Peer Gynt que pretendía ser la versión ariocristiana de la obra. En la obra, Peer Gynt es propuesto en matrimonio con la hija de un rey trol, lo cual no era válido por ir contra la raza. Se estrenó en febrero de 1914 en el Teatro Real de Berlín y fue el único gran éxito de Eckart. Se representó 183 veces. Los críticos estaban divididos al respecto a su calidad, pero incluso los que hablaban de ella de forma negativa reconocían que tenía un gran impacto en el público.
Debido a conflictos por los derechos de autor de Peer Gynt, Eckart creó la editorial Herold para publicar su adaptación.
El káiser Guillermo II encargó al intendente Hülsen una obra de teatro para celebrar el matrimonio de su hija Victoria Luisa de Prusia con Ernesto Augusto de Hannover en 1913. El encargado de escribir la obra fue Eckart. Esta, estrenada en 1914, trataba sobre Enrique VI del Sacro Imperio Romano Germánico y se titulaba Heinrich der Hohenstaufe. Fue un éxito pero fue prohibida por el canciller Theobald von Bethmann Hollweg por ser demasiado agresiva, sobre todo en su escena del juramento del rey inglés al emperador alemán.
En julio de 1914, encontrándose en Bad Blankenburg, estalló la Primera Guerra Mundial. Entonces Eckart escribió una de sus poesías más famosas: Deutschland.
Se instaló en Múnich en 1915. En esta ciudad conoció al escritor naturalista Michael Georg Conrad y al escritor antisemita y nacionalista Adolf Bartels.
En Múnich colaboró en publicaciones muy politizadas como Unser Vaterland y Die Wirklichkeit, así como en Münchener Zeitung y Deutsches Volkstum.
En 1916 fundó una nueva editorial, Hoheneichen-Verlag, donde publicaría ese mismo año una nueva edición de su adaptación de Peer Gynt.
En esta etapa frecuentaba una casa en Berchtesgaden. En 1916, 1917 y 1918 pasó temporadas en una casa de campo en el pueblo de Bichl. En este lugar escribió su obra Lorenzazzio, que dedicó a su esposa, Rosa.
En diciembre de 1918 Eckart fundó la revista Auf gut deutsch (En buen alemán), que se publicó hasta diciembre de 1920. La publicación se dedicó a atacar a la burguesía alemana (que juzgaba de decadente), a los políticos corruptos, a los judíos, la usura, al socialismo, a la masonería, a la socialdemocracia y al Tratado de Versalles. Sus primeros colaboradores en la revista fueron Gottfried Feder y Alfred Rosenberg. También contó con los dibujos de Otto von Kursell.
En su artículo Lutero y el interés, en el número de la revista Auf gut deutsch de julio de 1919, Eckart utilizó por primera vez el término "Tercer Reich":

Se producen signos y prodigios: del diluvio surge un mundo nuevo. [...] ¡La liberación de la humanidad de la maldición del oro está a las puertas! [...] En ninguna parte, otra nación en la tierra ha sido más capaz y más cabal que la nuestra para hacer cumplir el venidero Tercer Reich. ¡Veni creator spiritus!

En diciembre de 1918 había conocido a Alfred Rosenberg. Eckart le pasó el primer número de su revista y Rosenberg algunos textos que había escrito sobre rusos y judíos.
La editorial Hoheneichen-Verlag publicó en 1917 una nueva edición de Peer Gynt, en 1920 su libro Lorenzzazio y en 1921 el libro El judío, el judaísmo y la judeización del pueblo cristiano. Esta última obra había sido escrita en francés por Geugenot des Mousseaux y fue traducida al alemán por Alfred Rosenberg.
En 1912 Theodor Fritsch había fundado la Germanenorden, una sociedad secreta o semi-secreta. Esta tomó como símbolo la esvástica y se centró en el nacionalismo, el paganismo, la superioridad de la raza nórdica, las ciencias ocultas, la magia y la filosofía. En el seno de la Germanenorden hubo desavenencias y de ahí salieron otras dos organizaciones. Una fue la Germanenorder Walvater, que pretendía vincular la superioridad racial alemana y el contacto con la tierra y el pueblo con la de la pureza de la Sangre representada por el Grial. La otra fue la Sociedad Thule. Thule habría sido la tierra o ciudad mítica de los primeros arios.
La Sociedad Thule se fundó en noviembre de 1918 y estuvo encabezada por Rudolf von Sebottendorf. Se sabe que Eckart estuvo relacionado con esta organización y dio un par de conferencias para la misma.
Von Sebottendorf financió el periódico Münchener Beobachter y Eckart colaboró con sus artículos en esta publicación a partir del número 17 de 1918.
En 1919 Eckart fundó la Deutsche Bürgervereinigung para obreros, estudiantes y empresarios comprometidos con un renacer alemán tras la Primera Guerra Mundial. Para publicitarla, sacó en mayo de ese año un folleto titulado ¡Ciudadano! contra la República Soviética de Baviera que apareció en periódicos y carteles por Múnich. Sin embargo, su asociación no tuvo el apoyo que esperaba. Rosenberg le dijo a Eckart que solo había conseguido atraer a un pequeño grupo de burgueses disidentes y se mostró escéptico sobre su proyecto político, que consideraba anticuado. La asociación se disolvió en unos cuatro meses.
En la primavera de 1919 Eckart escribió un nuevo folleto, del que imprimió 100 000 copias, titulado Para todos los trabajadores. Rosenberg y Eckart se dedicaron a repartirlo por las calles. Su contenido era social y revolucionario.
A principios del verano de 1919 Fritz von Trützschler, de la Sociedad Thule y la Deutsche Bürgervereinigung, organizó una manifestación en Múnich con un camión con una bandera con la esvástica en la que se iban repartiendo folletos con propaganda.

### Trayectoria nacionalsocialista
El 5 de enero de 1919 algunas personas relacionadas con la Sociedad Thule, entre las que estaban Anton Drexler, Michael Lotter y Karl Harrer, fundaron en Múnich el Partido Obrero Alemán.
A principios de agosto de 1919 Eckart se unió al Partido Obrero Alemán. El 14 de agosto se dirigió a 38 miembros del partido en una cervecería para demandar una acción contra "el peligro judeo-bolchevique".
El 22 de agosto de 1919 fue a Núremberg a dar discursos, junto con Gottfried Feder y Julius Streicher.
En septiembre de 1919 Anton Drexler, mecánico de ferrocarriles, le dio un folleto del Partido Obrero Alemán a Adolf Hitler. Entonces Hitler decidió acudir a una asamblea del partido y fue admitido como miembro en el plazo de una semana.
En octubre de 1919 se instaló la primera oficina del partido en la cervecería Sterneckerbräu de Múnich. Debido a un aumento exponencial de miembros, en enero de 1920 trasladaron la sede a la posada Gasthaus Cornelius. En febrero de 1920, en un mitin celebrado en la sala de fiestas de la cervecería Hofbräuhaus am Platzl la organización cambió su nombre por el de Partido Nacionalsocialista Obrero Alemán.
Von Sebottendorf, en su obra Antes de que Hitler viniese (1933) afirmó que Adolf Hitler, Dietrich Eckart, Rudolf Hess, Heinrich Himmler y Alfred Rosenberg fueron miembros de la Sociedad Thule.
En 1919 Eckart publicó en su revista Auf gut deutsch un poema de dos estrofas en el que se repetía la palabra "tormenta" (en alemán sturm) y la frase "¡Alemania, despierta, despierta!". En 1922 el poema fue aumentado otra estrofa. Hans Gansser le puso música. La frase "¡Alemania, despierta!" se convirtió en un lema en numerosos mítines y concentraciones nazis y se colocó sobre la entrada de la Casa Parda del partido en Múnich. La poesía con música pasó a ser el himno Sturmlied de las Sturmabteilung (SA).
En 1921 Eckart se divorció de su esposa.
En verano de 1921, según Ralph Max Engelman, o en el invierno de 1922, según Albert Riech, Eckart conoció a Annie Rosner (de apellido de soltera Obster). Esta era conocida por su entorno como Annerl. Eckart le escribía cartas donde le mostraba un gran afecto.
Eckart fue también miembro de una asociación muy antisemita llamada Deutschvölkischer Schutz- und Trutzbund. Esta organización se fundó en febrero de 1919 y fue subsidiaria de la pangermanista Alldeutscher Verband. No tuvo apenas actividad a partir de 1924 y se disolvió en 1935. Los días 14 y 15 de octubre de 1922 esta asociación celebró el Coburgo el Día de Alemania e invitó al acto al Partido Nazi. Se presentaron Hitler, Eckart, Rosenberg y otros nazis. El acto, uno de los primeros del partido celebrado fuera de Múnich, fue un éxito propagandístico.
Los nazis querían tener un periódico importante para divulgar sus ideas y sus eventos. Sebottendorf hizo de intermediario con la editorial Franz Eher para hacerse con el periódico deportivo Münchner Beobachter, que transformarían en el Völkischer Beobachter. La creación del periódico requirió un alto coste económico. Dietrich Eckart había conseguido un préstamo de 60 000 marcos para su periódico Auf gut deutsch del general Ritter von Epp, pero decidió sacrificar su periódico y destinar ese dinero al Völkischer Beobachter. Hitler le agradeció mucho este gesto en una carta del 18 de diciembre de 1920. También se recibió dinero por otras vías.
El 29 de julio de 1921 Hitler se hizo con el control total del Partido Nazi.
En agosto de 1921 Eckart fue nombrado director del Völkischer Beobachter. Desde este puesto, intentó promocionar el papel de Hitler como Führer. En noviembre de 1921 el periódico nazi pasó por una crisis financiera. Eckart escribió a Berlín a sus amigos Emil Gansser y Richard Franck para pedirles ayuda económica.
Los artículos de Eckart en el Völkischer Beobachter empezaron a ser poco frecuentes a partir del segundo semestre de 1922. Desde entonces se dedicó más a sus poesías.
El 22 de octubre de 1921 Eckar regaló a Hitler un ejemplar dedicado de su Peer Gynt. En agosto de 1922 le regaló otro libro con dedicatoria, escrito por Paul Lindenberg, sobre un monumento en honor del mariscal Hindenburg.
Desde principios de 1923 Eckart tuvo como secretaria a Johanna Wolf, que a la postre sería secretaria de Hitler.
El 27 de enero de 1923 los líderes del Partido Nazi se repartieron para hablar por doce salas de Múnich. Eckart dio su discurso en la sala de la cervecería Hofbräuhaus am Platzl. El 28 de enero tuvo lugar en Múnich el primer Día del Partido, que consistió en una concentración de personas con banderas de su movimiento. Ese día, Eckart estuvo en todo momento al lado de Hitler. Tuvo lugar también una asamblea general en la que Hitler agradeció a Eckart su gran disposición y su idealismo al servicio del movimiento.
En el Völkischer Beobachter había una sección con dibujos de un ilustrador acompañados por versos de Eckart. En 1923 apareció en esta sección El camarada Ebert en el Más Allá, que se burlaba del presidente Friedrich Ebert. Dietrich Eckart fue citado el 12 de abril en un tribunal de Leipzig por injurias al jefe del Estado y no se presentó, tras lo cual se suspendió el proceso y se dictó una orden de detención contra él. Según Hitler, Eckart primero se escondió en la casa de unos amigos, los Lauböck, para luego trasladarse a su piso, protegido por unas patrullas de nazis.
Finalmente, decidió esconderse en una pensión de Obersalzberg, cerca de Berchtesgaden, protegido por Ernst Röhm, jefe de las SA. Hitler mandó a Annie Rosner a acompañar a Eckart.
El 23 de abril de 1923 Hitler, con el sobrenombre de Wolf, fue a visitar a Eckart, que usaba el seudónimo de Dr. Hoffmann, a su residencia en Obersalzberg. Hitler viajó acompañado de su hermana Paula y de Christian Weber en un coche conducido por Emil Maurice.
En este periodo escribió su obra El bolchevismo de Moisés a Lenin. Un diálogo entre Hitler y yo. Este libro ha sido considerado por los historiadores como una conversación ficticia. Se trata de una obra inacabada de unas cincuenta páginas que se interrumpe en su capítulo octavo. Fue publicada en marzo de 1924 por la editorial Hoheneichen-Verlag. La obra, enormemente antisemita, tiene errores, como situar a Cicerón y Flavio Josefo en la misma época o que Cicerón dijo que el oro romano fluía hacia Jerusalén, cuando realmente lo que dijo es que los judíos asiáticos debían de dejar de dar oro a los templos.
Ernst Hanfstaengl contó en sus memorias que se encontró en la residencia de Eckart el 31 de mayo de 1923 con este, con Hitler y con Anton Drexler.
Durante esta estancia escondido se carteó mucho con Christian Weber, Max Amann y Adolf Hitler. También le escribió Rosenberg una carta sobre el partido, el periódico y los tiempos en los que se conocieron. En esta etapa tuvo problemas económicos. Max Amman le envió treinta millones de marcos.
Desde su escondite, presentó ante la justicia un informe médico que indicaba que tenía cirrosis y arterioesclerosis, lo que le impedía viajar.
En octubre de 1923 Albert Reich visitó a Eckart en Obersalzberg.
El 30 de octubre de 1923 Eckart se encontraba de nuevo en Múnich. En esta fecha participó en un mitin nazi en el Circus Krone. En este acto también hablaron Hitler, Hermann Esser, Anton Drexler y Julius Streicher. Tras esto, abandonó los actos del partido y se trasladó de nuevo a Obersalzberg a escribir. El 7 de noviembre regresó a Múnich. Albert Reich se lo encontró ese día en un bar de vinos con Hermann Esser y Otto Hofmann. Hitler se acercó al bar para saludarle.
Eckart no estuvo en la reunión en la cervecería Bürgerbräukeller el 8 de noviembre, donde se preparó un golpe de Estado de Adolf Hitler y Erich Ludendorff. 
La mañana del 9 de noviembre Eckart se encontró con Rosenberg en la redacción del periódico Völkischer Beobachter y acudieron juntos a la cervecería Bürgerbräukeller, en cuyo entorno los nazis estaban en formación. La marcha salió a las 12 y estaba encabezada por Hitler y Ludendorff. Eckart no estuvo cuando los nazis fueron detenidos a tiros en el Feldherrnhalle ese mismo día.
El presidente de Baviera, Gustav von Kahr, ordenó la detención de Eckart el 11 de noviembre de 1923. Fue llevado a la celda 304 de la Prisión de Stadelheim.
En la primera semana de diciembre de 1923 fue trasladado a la Prisión de Landsberg con Hitler, Hess, Weber, Drexler, Streicher, Amann, Maurice y Kriebel. El 23 de diciembre dejaron salir a Eckart debido a su precario estado de salud.
Se retiró a una casa llamada Sonnblick en Berchtesgaden. Annie Rosner se dedicó a cuidarle los últimos días de su vida. Después de diversos infartos, murió el 26 de diciembre de 1923.
Su funeral tuvo lugar el 30 de diciembre. Fue enterrado bajo una cruz cristiana. Posteriormente, Annerl y Albert Reich colocaron una lápida sin cruz.
Hitler recordó al final de su obra Mi lucha a los muertos en el golpe de Estado de Múnich y concluyó mencionando a Eckart:

Y entre ellos incluiré también al hombre que, como uno de los mejores entre los caídos, contribuyó con su vida al despertar de su, nuestro pueblo, en la poesía y en el pensamiento y, en definitiva, en los hechos: Dietrich Eckart

## Pensamiento y espiritualidad
Eckart leyó al filósofo Immanuel Kant con interés y era un gran admirador de la filosofía de Arthur Schopenhauer.
Su antisemitismo tenía motivaciones étnicas, pero también religiosas. Se definía a sí mismo como católico, pero el 11 de agosto de 1921 en el Völkischer Beobachter denostó el Antiguo Testamento calificándolo como una "Biblia satánica".
En su obra El bolchevismo de Moisés a Lenin consideraba acertado el antisemitismo de Martín Lutero, pero le reprochaba no haberse deshecho del Antiguo Testamento.
Criticaba la globalización, por ir en contra de la esencia del Sturm und Drang que él apreciaba.
Despreciaba enormemente el materialismo y el relativismo.

## Homenajes póstumos

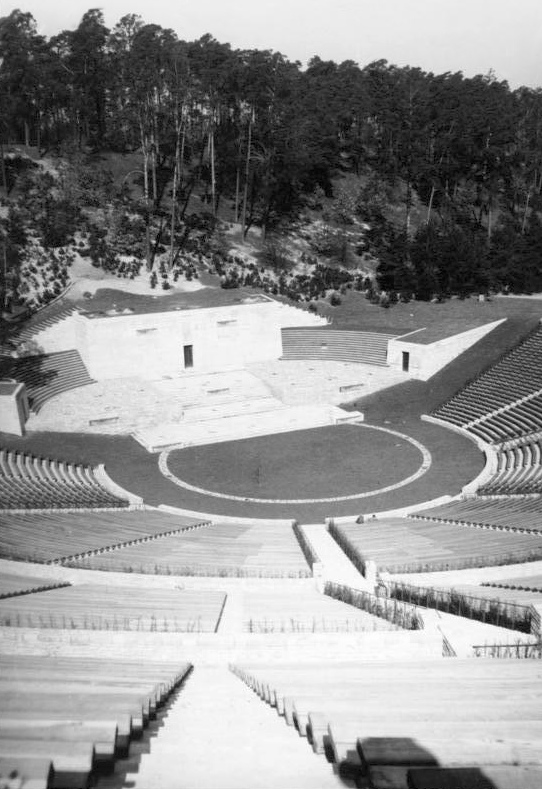
Auditorio en Berlín, que llevó el nombre de Dietrich Eckart.

El 29 de marzo de 1924 tuvo lugar una misa en honor a Eckart en la Odeonsplatz de Múnich.
En una sala de la Casa Parda del Partido Nazi en Múnich había un busto de Bismark y otro de Eckart. Hitler, por su parte, tenía en su despacho una foto de Eckart.
Hermann Göring pronunció un discurso alabando a Eckart en el parlamento alemán.
En los libros de texto de la Alemania nazi Eckart aparecía como un clásico de la poesía alemana.
Hitler decidió patrocinar un monumento a Eckart que fue inaugurado por él mismo el 29 de octubre de 1933 en Neumarkt in der Oberpfalz.
En 1933 Hans Schwegerle realizó medallas en honor de Eckart con su efigie con la cruz gamada en un lado y un águila con el lema "Alemania despierta" en el otro.
En el verano de 1933 se creó una Asociación del Monumento a Dietrich Eckart en Bichl, donde había vivido Eckart entre 1916 y 1918 y donde había escrito su obra Lorenzaccio. El monumento fue terminado en octubre de 1934. La inauguración fue pareja a la distribución de medallas de bronce con la cara de Eckart en un lado y una cita de Lorenzaccio con un águila en el otro.
Con motivo de las Olimpiadas de 1936 se construyó un auditorio en Berlín que se llamó Dietrich-Eckart-Freilichtbühne. Este escenario sigue existiendo con el nombre de Waldbühne.
Entre 1936 y 1945 hubo una arboleda conmemorativa de Dietrich Eckart a las afueras de Berlín, en Neu-Döberitz.
En 1938 Hitler le regaló por su cumpleaños a Rosenberg un busto de Dietrich Eckart.
Durante la Alemania nazi, en Hamburgo se daba cada 9 de noviembre un premio literario de Lessing y Dietrich Eckart, que implicaba una gran cantidad de dinero para el ganador.
También se le puso el nombre de Dietrich Eckart a un hospital en Berchtesgaden.